# الدوري النمساوي 1924–25
الدوري النمساوي الممتاز 1924–25 (بالألمانية: Österreichische Fußballmeisterschaft 1924/25)‏ هو الموسم 14 من بوندسليغا النمسا لكرة القدم. أشرف على تنظيمه اتحاد النمسا لكرة القدم، وكان عدد الأندية المشاركة فيه 12، وفاز فيه Hakoah Vienna ‏.